# Andries Pretorius
Andries Wilhelmus Jacobus Pretorius (Graaff-Reinet, 27 novembre 1798 – Magaliesberg, 23 luglio 1853) è stato un generale e politico boero.
Fu considerato uno dei maggiori leader della grande migrazione boera chiamata Grande Trek, persona chiave nella vittoriosa battaglia di Blood River e figura di spicco per l'indipendenza boera.

## Biografia
Andries Wilhelmus Jacobus Pretorius nacque il 27 novembre 1798 vicino a Graaff-Reinet nella Colonia del Capo. Fino al 1837 visse a Graaff-Reinet, dove partecipò alla pianificazione della grande migrazione boera; eseguì un viaggio preliminare all'interno di quelle terre per poi partecipare alla grande migrazione del 1838. Partecipò a molte battaglie nel Natal e acquistò una fattoria vicino a Port Natal, l'attuale città di Durban, ritornando poi a Graaff-Reinet solo per vendere tutti i suoi beni.
Nel febbraio del 1838 un centinaio di boeri, tra cui Piet Retief, furono uccisi per ordine del re Zulu Dingane, a causa di un mancato accordo per lo scambio di territori. Pretorius, promosso a comandante generale nell'esercito boero, accettò di guidare una spedizione armata per vendicare l'assassinio di Piet Retief. Il 22 novembre 1838 edificò il suo campo militare nel Natal, e il 9 dicembre dello stesso anno i Voortrekker giurarono a Dio che in caso di vittoria contro gli Zulu avrebbero ricordato ogni anno quella data come giorno santo. Il 16 dello stesso mese Pretorius, a capo di 464 boeri, si scontrò con gli zulu di Dingane presso il fiume Ncome: circa 3500 guerrieri su 5000 rimasero uccisi, pregiudicando così il dominio zulu sulla regione, mentre nessun boero perse la vita. Questo scontro è noto come la battaglia di Blood River. La leggenda vuole che le acque del fiume Ncome si colorarono di rosso a causa del sangue delle molte vittime. Ricordando il giuramento prestato prima della battaglia, i boeri decisero di commemorare il giorno dell'anniversario della battaglia con il nome di Giorno del patto (Day of the Covenant). I Voortrekker stabilirono una repubblica sulla terra che Dingane aveva loro concesso, con a capo Pretorius.

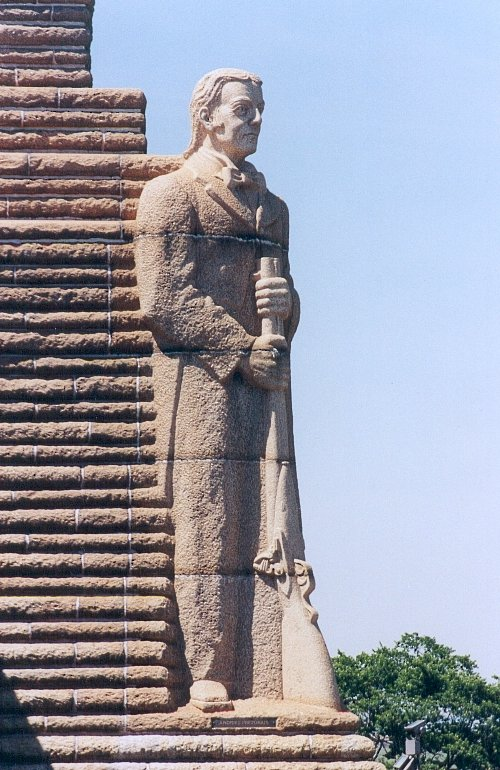
Statua di Andries Wilhelmus Jacobus Pretorius (27 novembre 1798 - 23 luglio 1853) al Monumento ai Voortrekker a Pretoria

Nel 1840 Pretorius si alleò con il fratello di Dingane, Mpande, e sconfisse lo stesso Dingane a Magono. Inizialmente gli inglesi lasciarono l'indipendenza ai boeri, ma nei tre anni successivi cercarono di annettere la repubblica alla Colonia del Capo, venendo però sconfitti dalle truppe di Pretorius. Nel 1843 la Gran Bretagna riuscì ad annettere la repubblica ai propri possedimenti. Nel 1847 Pretorius si stabilì a Pietermaritzburg, dette le dimissioni da leader dei Voortrekker e divenne un suddito britannico. Si recò a Grahamstown per discutere con Sir Henry Pottinger, rappresentante britannico nella zona, dei problemi dei Voortrekker del Natal, ma quest'ultimo rifiutò il colloquio a Pretorius, provocando un forte risentimento in tutto il Sudafrica. Nel 1848 il successore di Sir Henry Pottinger, Sir Harry Smith, concesse un incontro a Pretorius, che non portò a nessun accordo date le distanze tra le due parti. Sir Harry Smith riteneva che il Natal dovesse rimanere una colonia britannica, mentre Pretorius sosteneva la totale indipendenza della provincia. Il disaccordo fu tale che i boeri non accettarono nessun tipo di collaborazione con gli inglesi.
Successivamente Pretorius si trasferì a Rustenburg nel Transvaal e inizio una campagna contro l'imperialismo inglese. Per questo motivo fu dichiarato un ribelle e gli inglesi misero una taglia di 2000 sterline per la sua cattura. In quel periodo i boeri del Transvaal si divisero in tre fazioni. La prima sostenne Pretorius, la seconda seguì Andries Potgieter e la terza appoggiò il Volksraad. Pretorius sostenne che i problemi inerenti alla divisione boera potessero essere risolti solamente con l'indipendenza della repubblica del Transvaal. Avviò una trattativa con il governo britannico, ma non poté partecipare agli incontri in quanto considerato ancora un fuorilegge. Nel mese di agosto del 1851 i Voortrekker chiesero a Pretorius di unirsi al gruppo che doveva partecipare ai negoziati e avvertirono gli inglesi della sua presenza. La taglia fu revocata e partecipò ai negoziati con due commissari inglesi per risolvere i problemi dei boeri che risiedevano a nord del fiume Vaal. Nel 1852 partecipò alla convenzione di Sand River senza l'approvazione del Volksraad, che portò il 17 gennaio 1852 al riconoscimento dell'indipendenza del Transvaal da parte degli inglesi. Pretorius fu una persona molto apprezzata sia dagli inglesi che dalla popolazione indigena locale, tanto che il 23 luglio 1853, quando morì nel Magaliesberg, molti di loro si recarono a rendergli omaggio.